# Dogliani
Dogliani – miejscowość i gmina we Włoszech, w regionie Piemont, w prowincji Cuneo.
Według danych na rok 2004 gminę zamieszkiwało 4556 osób, 130,2 os./km².
Z okolic Dogliani prawdopodobnie pochodzi odmiana winorośli dolcetto, wzmiankowana tu już w 1593. Gmina Dogliani i okoliczne mają prawo do apelacji Dolcetto di Dogliani DOC.